# Saint-Jean (Villeurbanne)
Pour les articles homonymes, voir Saint-Jean.
Saint-Jean est un quartier de la commune de Villeurbanne, commune de la métropole de Lyon en France. Il est situé à l’Est du canal de Jonage et à l'ouest du quartier Mas-du-Taureau et du centre de Vaulx-en-Velin. Il est composé d'habitat collectif, de maisons individuelles, d'espaces industriels et de jardins ouvriers.
Anciennement une zone urbaine sensible, il est classé quartier prioritaire depuis 2015, avec 2 332 habitants en 2018 pour un taux de pauvreté de 40 %. Il est classé d'intérêt national par l'agence nationale pour la rénovation urbaine dans le cadre de ses projets de réhabilitations.

## Histoire
Séparé du reste de la commune par la construction du boulevard périphérique Laurent-Bonnevay et du canal de Jonage, sur les anciennes fortifications à partir de 1928, ce quartier a été préservé de l'urbanisation galopante et contribue à faire de Villeurbanne l'une des premières réserves foncières de France[réf. nécessaire].

## Curiosités
- Les Puces du Canal